# Carles Coto Pagés
Carles Coto Pagés (Figueras, España, 11 de febrero de 1988) es un exfutbolista español. Jugaba de mediocampista y su último equipo es el  CD Roda  de la Tercera División de España.

## Trayectoria
Nacido en Figueres, Girona, Cataluña, Coto a la cantera del FC Barcelona en 2001 a la edad de 13 años, procedente del UE Figueres de su localidad natal. 
En 2007 se marcharía al R.E. Mouscron de Bélgica en el que jugaría 21 partidos y anotaría dos goles.
Coto regresó a su país en el verano de 2008 para jugar el Sevilla Atlético en Segunda División durante la temporada 2008-09 y durante la temporada siguiente militaría en las filas del Benidorm CF en Segunda División B. 
A principios de julio de 2010, a pesar de que todavía tenía un año de contrato con el Benidorm CF, cambió de equipo y de país nuevamente, firmando para el Anorthosis Famagusta FC en Chipre, administrado por su exentrenador juvenil del Barcelona Guillermo Ángel Hoyos. 
El 28 de junio de 2011, Coto se unió al FC Dinamo Tbilisi en Georgia, compartiendo equipos con varios compatriotas. En febrero de 2014, firmó con el equipo Bunyodkor PFK de la Liga de Uzbekistán, pero se fue en julio y rápidamente acordó un acuerdo de un año con San Marino Calcio en el Lega Pro. 
El 29 de agosto de 2017, Coto, de 29 años, regresó a España con el CF Rayo Majadahonda después de breves períodos con los clubes chipriotas Ethnikos Achna FC, Doxa Katokopias FC y Ermis Aradippou FC.
En las filas del Club de Fútbol Rayo Majadahonda consiguió el ascenso a la Segunda División en una eliminatoria frente al FC Cartagena que se decidiría en el minuto 97 del partido de vuelta.
En verano de 2018, se marcha a Grecia para jugar en las filas del Volos NFC dirigido por Juan Ferrando Fenoll.
En la temporada 2019-20 regresaría a su localidad natal para jugar en el Unió Esportiva Figueres de la Tercera División de España.

## Clubes
| Club                            | País        | Año           | PJ | Goles |
| ------------------------------- | ----------- | ------------- | -- | ----- |
| R.E. Mouscron                   | Bélgica     | 2007 - 2008   | 21 | 2     |
| Sevilla Atlético                | España      | 2008 - 2009   | 20 | 0     |
| Benidorm CF                     | España      | 2009 - 2010   | 31 | 0     |
| Anorthosis Famagusta            | Chipre      | 2010 - 2011   | 18 | 1     |
| FC Dinamo Tbilisi               | Georgia     | 2011 - 2013   | 44 | 6     |
| Dinamo Minsk                    | Bielorrusia | 2013          | 6  | 1     |
| Bunyodkor                       | Uzbekistán  | 2014          | 5  | 0     |
| San Marino                      | Italia      | 2014 - 2015   | 22 | 2     |
| Ethnikos Achnas                 | Chipre      | 2015 - 2016   | 35 | 6     |
| Doxa Katokopias                 | Chipre      | 2016          | 8  | 1     |
| Ermis Aradippou                 | Chipre      | 2017          | 16 | 0     |
| Club de Fútbol Rayo Majadahonda | España      | 2017-2018     |    |       |
| Volos NFC                       | Grecia      | 2018-2019     |    |       |
| Unió Esportiva Figueres         | España      | 2019-presente |    |       |